# Gólgota (Munch)
Gólgota es un cuadro de Edvard Munch, pintado en 1900, mientras el pintor noruego se encontraba en Alemania, donde se codeó con artistas de la vanguardia que acabarían formando el grupo Die Brücke.
En esta obra, experimentó con técnicas expresionistas donde el alargamiento de las caras y las figuras busca resaltar las emociones. Esta pintura representa una escena religiosa, cuyo tema es la crucifixión de Jesús sobre el monte Calvario o Gólgota (que en arameo significa "el cráneo" o "la calavera", por la forma de la colina o la acumulación de restos de otras ejecuciones). Munch mezcla el tema con sus propias tensiones internas y se muestra aquí fuertemente influido por Van Gogh y Gauguin.